# Milion

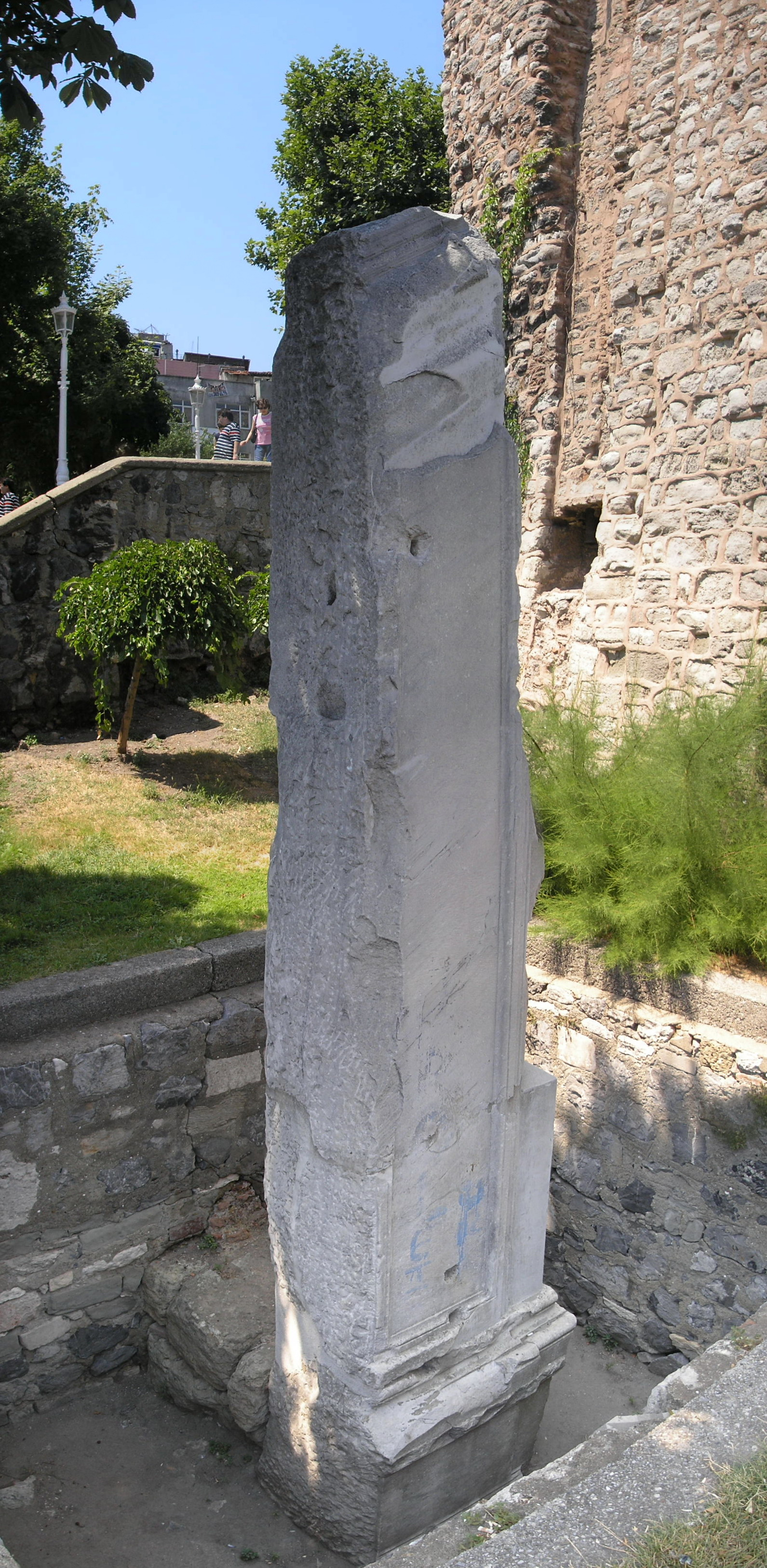
El Milion en la actualidad.

El Milion (en griego: Μίλ(λ)ιον), es un miliario erigido a principios del siglo IV d. C. en Constantinopla. Este monumento marcaba el origen desde el que se medían las distancias de todas las carreteras que llevaban al resto de las ciudades del Imperio Bizantino. Es el equivalente en Constantinopla al Milliarium Aureum ("Miliario de Oro") ubicado en el Foro de Roma.

## Situación

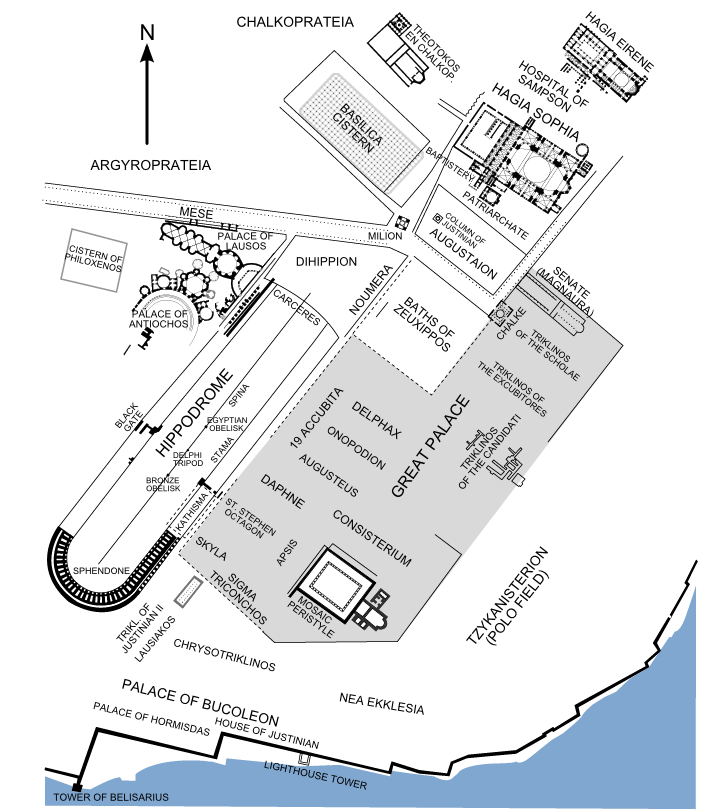
El Milion puede verse en el centro de la plaza, cerca del Hipódromo.

Los restos del Milion se encuentran en Estambul, en la esquina sureste de la Cisterna Basílica (Yerebatan Sarnıcı) y al noreste de la plaza de Santa Sofía, perteneciente al barrio de Cağaloğlu dentro del distrito histórico de Eminönü.

## Historia y descripción
Cuando el emperador Constantino I el Grande reconstruyó la ciudad de Bizancio para convertirla en su nueva capital imperial, a la que llamó Nova Roma ("Nueva Roma"), emuló conscientemente muchas de las características de la "Antigua Roma". Entre ellas se encontraba el Milion: un tetrapilón coronado por una cúpula, construido en la primera Región de la ciudad, cerca de las antiguas murallas de Bizancio, al comienzo mismo de la vía principal de la nueva ciudad, el Mese (Μέση Οδός), que en ese punto formaba un recodo.
El nuevo edificio cumplía la misma función que el Milliarium aureum de Roma: se consideraba el origen de todos los caminos que conducían a las ciudades europeas del Imperio bizantino, y en su base estaban inscritas las distancias de las principales ciudades del Imperio desde Constantinopla. El monumento se encontraba justo al oeste del Augustaeum, y era mucho más complejo que su homólogo romano. Se puede describir como un doble arco de triunfo coronado por una cúpula, que se apoyaba en cuatro arcos. Estaba coronado por las estatuas de Constantino y su madre Helena, con una cruz, mirando hacia el este, entre ellas. Detrás de ellas se alzaba una estatua de la Tiqué de la Ciudad.
Desde principios del siglo VI, el edificio se convirtió en una estación cada vez más importante del ceremonial imperial. Justiniano I le añadió un reloj de sol, mientras que Justino II adornó la parte inferior con las estatuas de su esposa Sofía, su hija Arabia y su sobrina Helena. El monumento también se adornó con esculturas ecuestres de Trajano, Adriano, Teodosio II y una cuadriga de bronce de Helios.
Durante la primera mitad del siglo VIII, las bóvedas del edificio fueron adornadas por los emperadores Filípico y Anastasio II con pinturas de concilios ecuménicos pasados, aunque durante la época iconoclasta, el emperador Constantino V las sustituyó por escenas del Hipódromo.
Durante la dinastía de los Comnenos, el Milion, debido a su posición estratégica, fue testigo de luchas en la ciudad, como las que enfrentaron a Nicéforo III y Alejo I, o las que enfrentaron a las tropas imperiales con la emperatriz María de Antioquía, que desde esta posición controlaba el Augustaeum.
Entre 1268 y 1271, tras el fin del Imperio latino, el Milion -junto con el Augustaeum- pasó a ser propiedad de la iglesia de Santa Sofía.